# Campeonato de Primera C 2022 (Futsal)
El Campeonato de Primera C 2022, conocido como Torneo Único de Primera C 2022, es la novena temporada de la Tercera División del fútsal argentino. 
Comenzó el 18 de marzo y finalizaría en diciembre.
El torneo consagró campeón a Almafuerte, tras vencer por 2 a 1 a Caballito Juniors, y obtuvo el ascenso a Primera B.

## Sistema de disputa
El torneo se desarrolla bajo el sistema de todos contra todos a 2 ruedas. El mejor posicionado de la tabla de posiciones se consagrará campeón y ascenderá directamente a Primera B, los 4 equipos siguientes disputarán los Play Off. Los 3 peores posicionados de la tabla descenderán a Primera D.

## Equipos participantes
| Club                                       | Barrio / Localidad   | Distrito                  |
| ------------------------------------------ | -------------------- | ------------------------- |
| Alvear                                     | Parque Avellaneda    | Ciudad de Buenos Aires    |
| Caballito Juniors                          | Caballito            | Ciudad de Buenos Aires    |
| General Lamadrid                           | Villa Devoto         | Ciudad de Buenos Aires    |
| Gimnasia y Esgrima de Vélez Sarsfield      | Floresta             | Ciudad de Buenos Aires    |
| All Boys                                   | Monte Castro         | Ciudad de Buenos Aires    |
| Miriñaque                                  | Nueva Pompeya        | Ciudad de Buenos Aires    |
| Huracán                                    | Parque Patricios     | Ciudad de Buenos Aires    |
| Parque                                     | Villa del Parque     | Ciudad de Buenos Aires    |
| Almafuerte                                 | Villa Maipú          | Provincia de Buenos Aires |
| Universidad Abierta Interamericana Urquiza | Ituzaingó            | Provincia de Buenos Aires |
| Chacarita Juniors                          | Villa Maipú          | Provincia de Buenos Aires |
| Hurlingham                                 | Hurlingham           | Provincia de Buenos Aires |
| Ferro Carril Oeste                         | Merlo                | Provincia de Buenos Aires |
| Juventud                                   | Tapiales             | Provincia de Buenos Aires |
| La Catedral                                | Hurlingham           | Provincia de Buenos Aires |
| Las Heras                                  | Villa Ballester      | Provincia de Buenos Aires |
| Los Muchachos                              | Villa Eduardo Madero | Provincia de Buenos Aires |
| Universidad Nacional de La Matanza         | San Justo            | Provincia de Buenos Aires |
| Villa Modelo                               | Gerli                | Provincia de Buenos Aires |
| Metalúrgico                                | Manuel Alberti       | Provincia de Buenos Aires |

#### Distribución geográfica de los equipos
| Región                                   | Cant. | Equipos |
| ---------------------------------------- | ----- | --- |
| Conurbano bonaerense                     | 11    | Almafuerte, Chacarita Juniors, Hurlingham, Ferro Carril Oeste (M), Juventud, La Catedral, Las Heras, Los Muchachos, Universidad Abierta Interamericana Urquiza, Universidad Nacional de La Matanza y Villa Modelo. |
| Ciudad de Buenos Aires                   | 8     | All Boys, Alvear, Caballito Juniors, General Lamadrid, Gimnasia y Esgrima de Vélez Sarsfield, Huracán, Miriñaque y Parque.                                                                                         |
| Interior de la Provincia de Buenos Aires | 1     | Metalúrgico. |

## Tabla de posiciones
| Pos. | Equipo                             | Pts. | J  | G  | E | P  | GF  | GC  | DG  |
| ---- | ---------------------------------- | ---- | -- | -- | - | -- | --- | --- | --- |
| 1.º  | Almafuerte                         | 76   | 36 | 24 | 4 | 8  | 111 | 75  | 36  |
| 2.º  | Alvear                             | 75   | 36 | 24 | 3 | 9  | 143 | 78  | 65  |
| 3.º  | All Boys                           | 75   | 36 | 24 | 3 | 9  | 146 | 104 | 42  |
| 4.º  | Universidad Nacional de La Matanza | 72   | 36 | 22 | 6 | 8  | 131 | 117 | 14  |
| 5.º  | Metalúrgico                        | 67   | 35 | 21 | 4 | 10 | 183 | 127 | 56  |
| 6.º  |                                    |      | 36 |    |   |    |     |     |     |
| 7.º  |                                    |      | 36 |    |   |    |     |     |     |
| 8.º  |                                    |      | 36 |    |   |    |     |     |     |
| 9.º  |                                    |      | 35 |    |   |    |     |     |     |
| 10.º |                                    |      | 35 |    |   |    |     |     |     |
| 11.º |                                    |      | 36 |    |   |    |     |     |     |
| 12.º |                                    |      | 36 |    |   |    |     |     |     |
| 13.º |                                    |      | 36 |    |   |    |     |     |     |
| 14.º |                                    |      | 36 |    |   |    |     |     |     |
| 15.º |                                    |      | 36 |    |   |    |     |     |     |
| 16.º |                                    |      | 36 |    |   |    |     |     |     |
| 17.º |                                    |      | 35 |    |   |    |     |     |     |
| 18.º | Hurlingham                         | 35   | 36 | 9  | 8 | 19 | 92  | 119 | -27 |
| 19.º | Las Heras                          | 31   | 36 | 8  | 7 | 21 | 101 | 137 | -36 |
| 20.º | Ferro Carril Oeste (M)             | 29   | 36 | 7  | 8 | 21 | 106 | 155 | -49 |

## Play Off

### Cuadro de desarrollo
|  | Semifinales | Semifinales                        | Semifinales                        | Semifinales                        |        |   | Final | Final | Final | Final |  |
|  |             |                                    |                                    |                                    |        |   |       |       |       |       |  |
|  |             |                                    |                                    |                                    |        |   |       |       |       |       |  |
|  | 2.º         | Alvear                             |                                    |                                    |        |   |       |       |       |       |  |
|  | 2.º         | Alvear                             |                                    |                                    |        |   |       |       |       |       |  |
|  | 5.º         | Metalúrgico                        |                                    |                                    |        |   |       |       |       |       |  |
|  | 5.º         | Metalúrgico                        |                                    | Alvear                             | Alvear | 0 | 6     |       |       |       |  |
|  |             |                                    |                                    |                                    | Alvear | 0 | 6     |       |       |       |  |
|  |             |                                    | Universidad Nacional de La Matanza | Universidad Nacional de La Matanza | 4      | 3 |       |       |       |       |  |
|  | 3.º         | All Boys                           | Universidad Nacional de La Matanza | Universidad Nacional de La Matanza | 4      | 3 | 4     | 6     |       |       |  |
|  | 3.º         | All Boys                           |                                    |                                    |        |   | 4     | 6     |       |       |  |
|  | 4.º         | Universidad Nacional de La Matanza | 9                                  | 9                                  |        |   |       |       |       |       |  |
|  | 4.º         | Universidad Nacional de La Matanza | 9                                  | 9                                  |        |   |       |       |       |       |  |
|  |             |                                    |                                    |                                    |        |   |       |       |       |       |  |

### Semifinales
|  | Local | vs. | Visita |  |  |

|  | Local | vs. | Visita |  |  |

### Final
|  | Local | vs. | Visita |  |  |